# Камнепадная
Камнепадная пещера (КН 200-2; укр. Камнепадна печера) — карстовая пещера (шахта) на горном массиве  Ай-Петринская яйла  в Крыму. Относится к Горно-Крымской карстовой области. Памятник природы местного значения.

## Описание
Крупная карстовая шахта (пещера вертикального типа) на Ай-Петринском массиве в Крыму. Заложена в слоистых верхнеюрских известняках. Памятник природы местного значения. Протяженность — 200 метров, глубина — 105 метров, площадь — 60 м², объем — 2100 м³, высота входа — 1050 метров, категория трудности — 2А.
Пещера расположена на дне карстовой воронки в центральной части Ай-Петринской яйлы. Вскрылась при провале кровли внутренней шахты глубиной 38 м. В ее северной стене по трещине проработан узкий проход в смежную 60-метровую шахту с двумя куполами. В трещинах на южной стене шахты заклинены глыбы, слабо скрепленные натеками. На дне полости глыбовый навал и скопления глины.